# Canton de Treignac
Le canton de Treignac est une ancienne division administrative française située dans le département de la Corrèze, en région Limousin.

## Histoire
Le canton de Treignac est l'un des cantons de la Corrèze créés en 1790, en même temps que la plupart des autres cantons français. Il a d'abord été rattaché au district d'Uzerche avant de faire partie de l'arrondissement de Tulle.

### Redécoupage cantonal de 2014-2015
Par décret du 24 février 2014, le nombre de cantons du département passe de 37 à 19, avec mise en application aux élections départementales de mars 2015. Le canton de Treignac est supprimé à cette occasion. Ses douze communes sont alors rattachées au canton de Seilhac-Monédières dont le bureau centralisateur est fixé à Seilhac.

## Géographie
Ce canton était organisé autour de Treignac dans l'arrondissement de Tulle. Son altitude variait de 321 m (Le Lonzac) à 923 m (Veix) pour une altitude moyenne de 521 m.

## Représentation

### Conseillers généraux de 1833 à 2015
| Période | Période                   | Identité                               | Étiquette             | Qualité |
| ------- | ------------------------- | -------------------------------------- | --------------------- | --- |
| 1833    | 1842                      | Sulpice Lachaud                        |                       | Notaire - Maire de Lacelle |
| 1842    | 1861                      | François-Antoine Bayle                 |                       | Médecin, juge de paix à Treignac, conseiller d'arrondissement                                                                              |
| 1861    | 1870                      | Jean-Baptiste Mauranges                |                       | Notaire, suppléant du juge de paix Maire de Chamberet                                                                                      |
| 1870    | 1871                      | Jean-Baptiste Forest de Faye           | Républicain           | Notaire Adjoint au maire de Treignac |
| 1871    | 1877                      | François Joseph Marie Decoux-Lagroutte | Droite                | Notaire à Treignac |
| 1877    | 1886 (démission d'office) | Jean-Baptiste Forest de Faye           | Républicain           | Notaire Adjoint au maire de Treignac |
| 1886    | 1889                      | Ernest Fleyssac                        | Radical               | Médecin Maire de Soudaine-Lavinadière |
| 1889    | 1889 (annulation)         | Georges Boulanger                      | Boulangiste           | Général |
| 1889    | 1901                      | Léon Vacher                            | Radical Nationaliste  | Docteur en médecine Député (1876-1890 et 1898-1902)                                                                                        |
| 1901    | 1916 (décès)              | Ernest Fleyssac                        | Rad.                  | Docteur en médecine, maire de Treignac |
| 1916    | 1919                      | siège vacant                           |                       | |
| 1919    | 1925                      | Philibert Mazaudois                    | RG                    | Maire de Treignac (1904-1929) |
| 1925    | 1937                      | Albert Fleyssac (fils d'E.Fleyssac)    | Rad.                  | Médecin Maire de Treignac (1929-1939) |
| 1937    | 1940                      | René Chaumeil                          | PC-SFIC               | Artisan (tailleur de pierres) Maire de Chamberet, révoqué en 1940 (décret Daladier)                                                        |
|         |                           |                                        |                       | |
| 1945    | 1979                      | René Chaumeil                          | PCF                   | Artisan Maire de Chamberet (1935-1965) |
| 1979    | 2014 (démission)          | Daniel Chasseing                       | RPR puis UMP puis UDI | Médecin Maire du Lonzac (1989-2001) Maire de Chamberet (2001-2017) Suppléant du député Jean-Pierre Dupont (1997-2007) Sénateur depuis 2014 |
| 2014    | 2015                      | Hélène Rome                            | DVD                   | Agricultrice - Conseillère municipale de Treignac                                                                                          |

### Élections cantonales du 21 mars 2004
- Daniel Chasseing (UMP), maire de Chamberet
- Jean-Claude Magnaval (PCF)
- Patrick Peyramaure (FN)

### Conseillers d'arrondissement (de 1833 à 1940)
| Période                                  | Période | Identité                                             | Étiquette | Qualité |
| ---------------------------------------- | ------- | ---------------------------------------------------- | --------- | --- |
| 1833                                     | 1842    | François Antoine Bayle                               |           | Juge de paix à Treignac                                                                                     |
| 1842                                     | 1848    | M. Lespinasse                                        |           | Médecin, propriétaire à Chamberet                                                                           |
|                                          |         |                                                      |           | |
| av.1882                                  |         | Pierre François Léonard Victor Chadenier (1824-1898) |           | Notaire, suppléant du juge de paix, maire d'Affieux                                                         |
|                                          |         |                                                      |           | |
|                                          | 1922    | M. Roux                                              | Radical   | |
| 1922                                     | 1934    | M. Personne                                          | PRS-SFIO  | |
| 1934                                     | 1940    | Pierre Magnaval (1902-1985)                          | PC-SFIC   | Maire de Viam (1935-1940 et 1944-1983) Révoqué en 1940 (décret Daladier)                                    |
| 1940                                     |         |                                                      |           | Les conseils d'arrondissement ont été suspendus par la loi du 12 octobre 1940 et n'ont jamais été réactivés |
| Les données manquantes sont à compléter. |         |                                                      |           | |

## Composition
Le canton de Treignac regroupait douze communes et comptait 4 908 habitants au 1er janvier 2012.
| Nom                       | Code Insee | Intercommunalité                  | Population (dernière pop. légale) |
| ------------------------- | ---------- | --------------------------------- | --------------------------------- |
| Treignac (chef-lieu)      | 19269      | CC Vézère-Monédières-Millesources | 1 362 (2014)                      |
| Affieux                   | 19001      | CC Vézère-Monédières-Millesources | 373 (2014)                        |
| Chamberet                 | 19036      | CC Vézère-Monédières-Millesources | 1 356 (2014)                      |
| L'Église-aux-Bois         | 19074      | CC Vézère-Monédières-Millesources | 58 (2014)                         |
| Lacelle                   | 19095      | CC Vézère-Monédières-Millesources | 127 (2014)                        |
| Le Lonzac                 | 19118      | CA Tulle Agglo                    | 793 (2014)                        |
| Madranges                 | 19122      | CC Vézère-Monédières-Millesources | 198 (2014)                        |
| Peyrissac                 | 19165      | CC Vézère-Monédières-Millesources | 135 (2014)                        |
| Rilhac-Treignac           | 19172      | CC Vézère-Monédières-Millesources | 112 (2014)                        |
| Saint-Hilaire-les-Courbes | 19209      | CC Vézère-Monédières-Millesources | 150 (2014)                        |
| Soudaine-Lavinadière      | 19262      | CC Vézère-Monédières-Millesources | 171 (2014)                        |
| Veix                      | 19281      | CC Vézère-Monédières-Millesources | 67 (2014)                         |

## Démographie
| 1962  | 1968  | 1975  | 1982  | 1990  | 1999  | 2006  | 2011  | 2012  |
| ----- | ----- | ----- | ----- | ----- | ----- | ----- | ----- | ----- |
| 7 415 | 6 688 | 6 122 | 5 722 | 5 253 | 4 896 | 4 941 | 4 872 | 4 908 |